# HMS Nordkaparen (1961)
Le HMS Nordkaparen est le cinquième bateau de la classe Draken de sous-marins de la marine royale suédoise.

## Construction et carrière
Le navire a été commandé à Kockums Mekaniska Verkstads AB à Malmö et sa quille a été posée en 1959. Le navire a été lancé le 8 mars 1961 et mis en service le 4 avril 1962. Dans le cadre du voyage d’essai, le navire a reçu sa devise, qui se lit comme suit : « Pisces natare oportet » (« Il faut bien que les poissons nagent »).
Le 18 septembre 1980, le Nordkaparen a failli entrer en collision avec un sous-marin étranger entre Utö et Huvudskär. Lors d’un test de vitesse, le Nordkaparen opérait avec l’un des hélicoptères de la marine pour la lutte anti-sous-marine. Celui-ci avait son hydrophone immergé dans l’eau. Juste au moment où le sous-marin était sur le point de commencer les essais, le Nordkaparen a été appelé par l’hélicoptère, qui se demandait s’il y avait deux sous-marins qui effectueraient des tests de vitesse. Le sous-marin a répondu qu’il était seul et a remonté à la surface pour des raisons de sécurité. Alors que le Nordkaparen crevait la surface de l’eau, un sous-marin est passé sous la quille du sous-marin suédois avec une marge de quelques décimètres. L’incident a été suivi d’une chasse sous-marine de deux semaines.
Le HMS Nordkaparen a été retiré du service en 1983 et de la liste des navires le 30 juin 1988. Le navire a été rénové et il est devenu un navire musée, exposé depuis 1993 à Maritiman, à Göteborg,.

## Galerie

HMS Nordkaparen
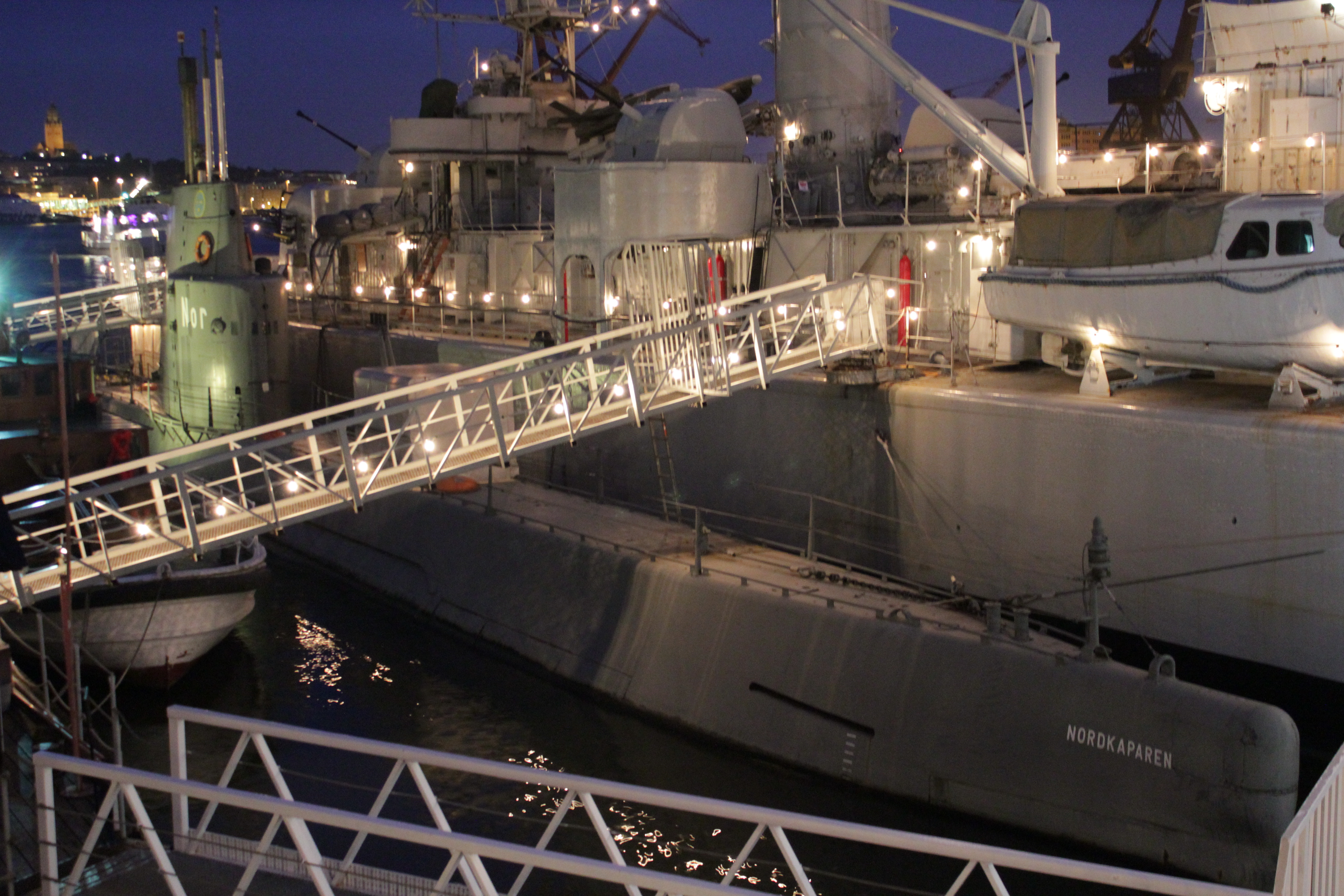
Le HMS Nordkaparen à Maritiman
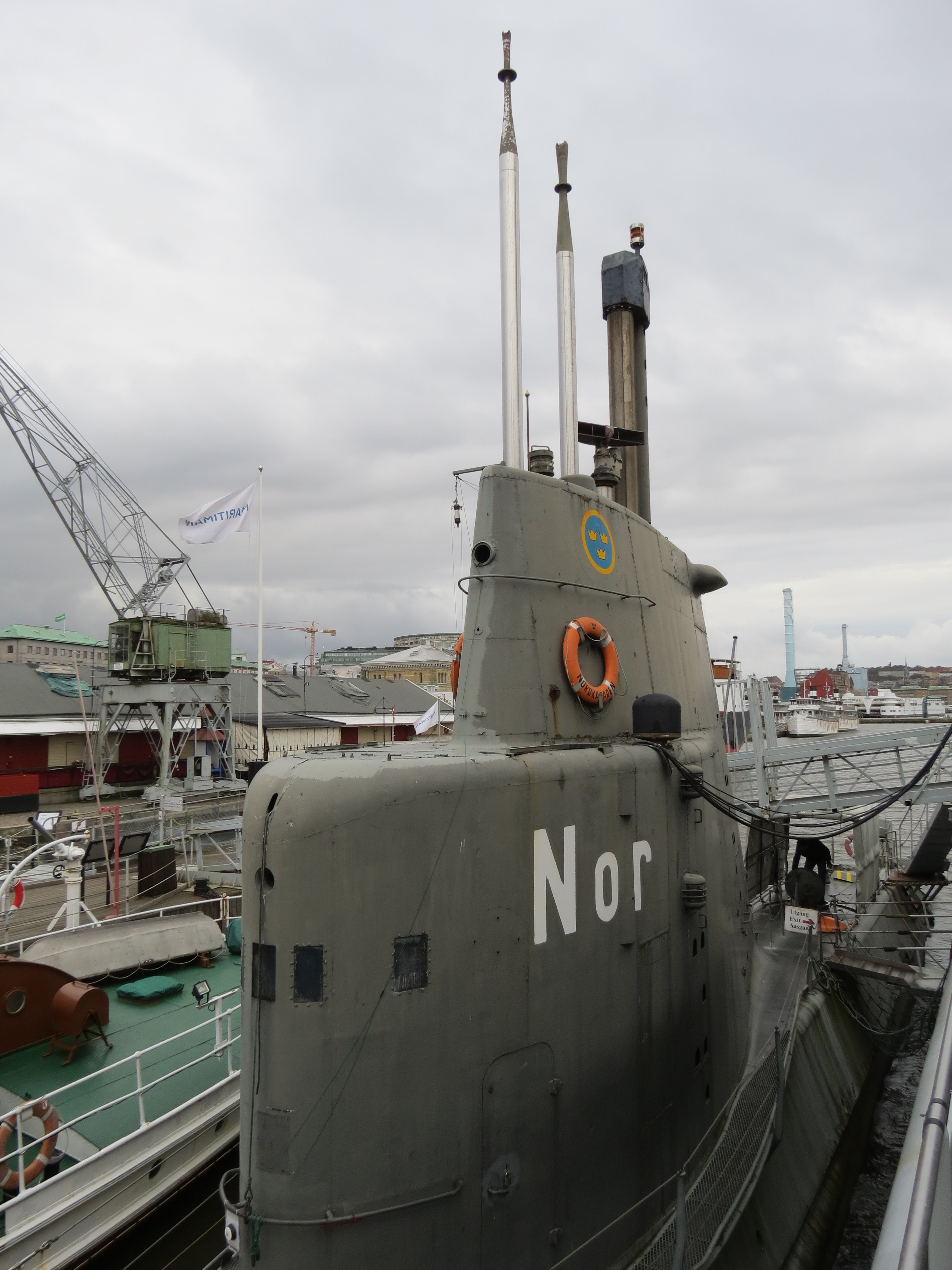
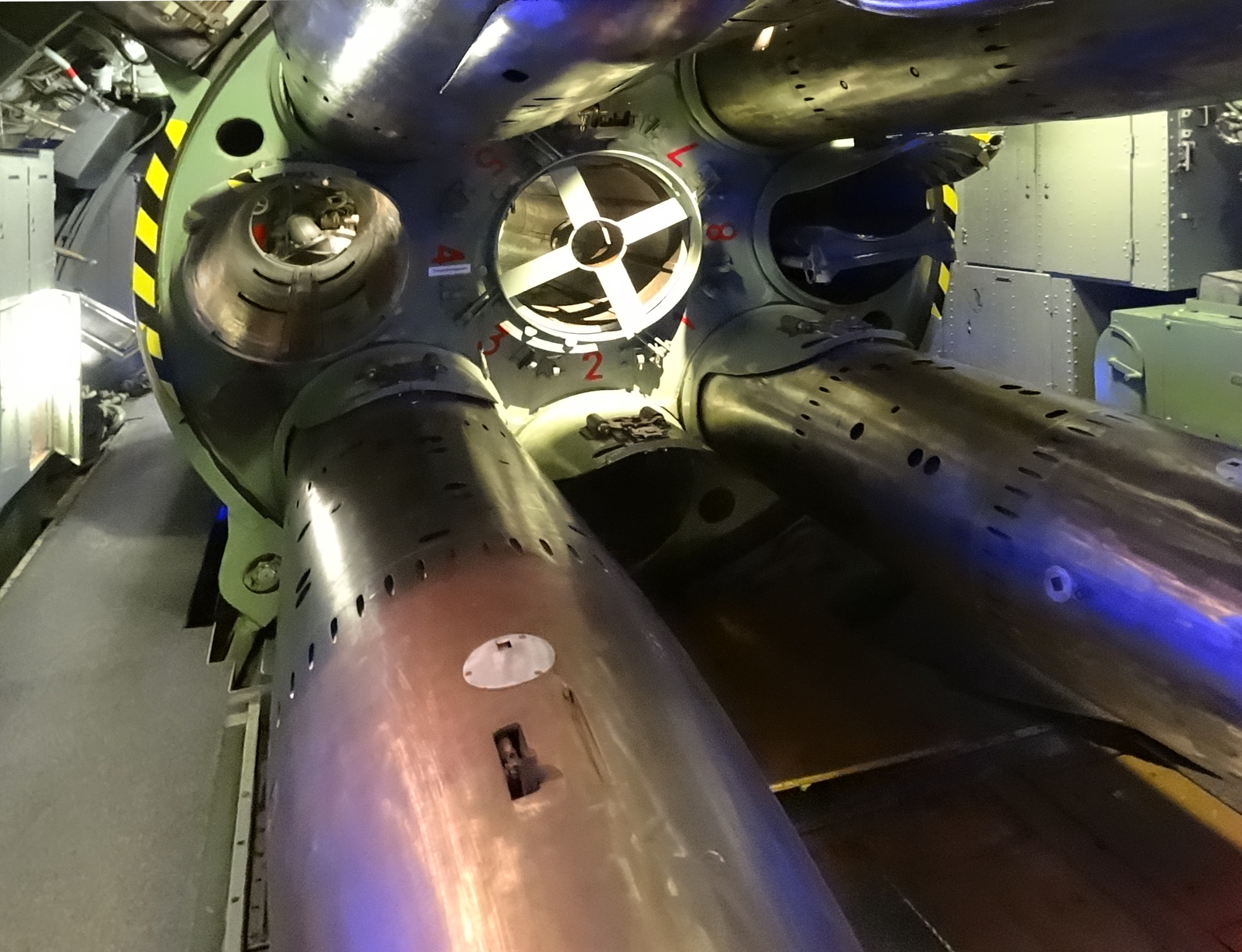
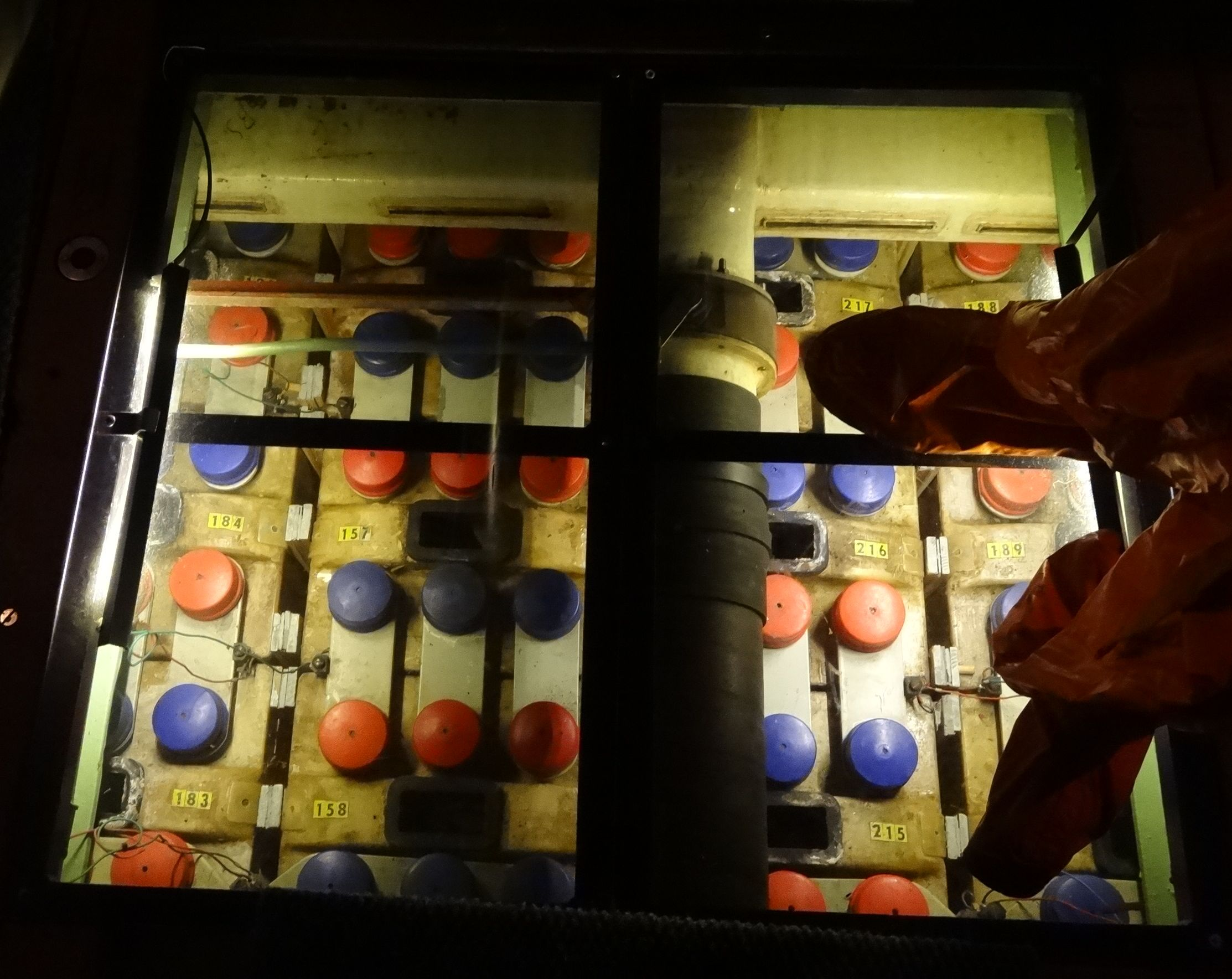